# Mistrzostwa Azji w Judo 2024
Mistrzostwa Azji rozegrano w Hongkongu w dniach 20-23 kwietnia 2024 roku, w hali Kowloonbay International Trade & Exhibition Centre.

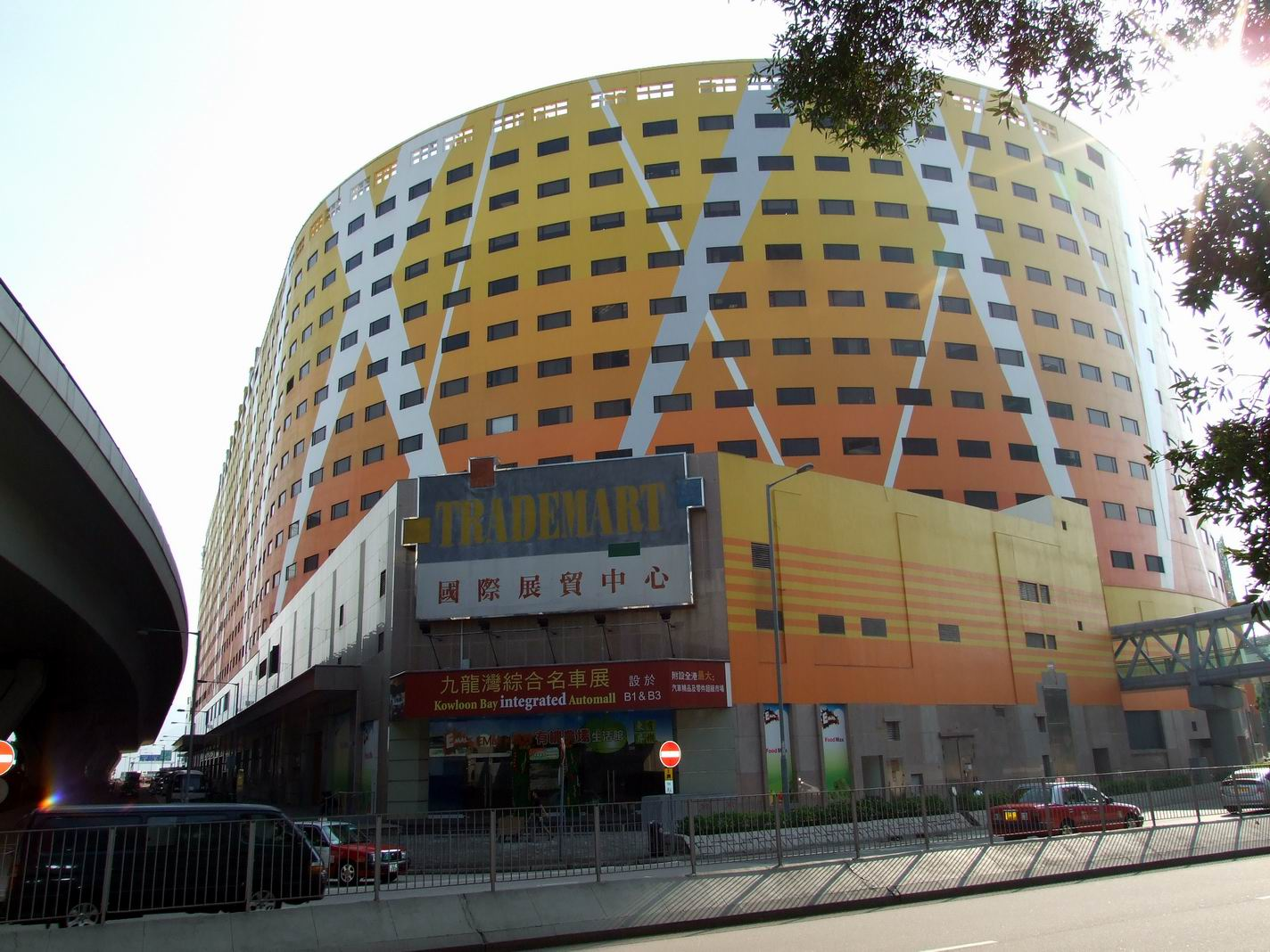
Hala

## Tabela medalowa
| Poz.  | Państwo                      |    |    |    | Łącznie |
| ----- | ---------------------------- | -- | -- | -- | ------- |
| 1.    | Japonia                      | 8  | 2  | 4  | 14      |
| 2.    | Mongolia                     | 3  | 4  | 5  | 12      |
| 3.    | Korea Południowa             | 2  | 4  | 3  | 9       |
| 4.    | Zjednoczone Emiraty Arabskie | 1  | 2  | 1  | 4       |
| 5.    | Uzbekistan                   | 1  | 1  | 5  | 7       |
| 6.    | Chińskie Tajpej              | 0  | 1  | 1  | 2       |
| .     | Korea Północna               | 0  | 1  | 1  | 2       |
| 8.    | Kazachstan                   | 0  | 0  | 4  | 4       |
| 9.    | Tadżykistan                  | 0  | 0  | 3  | 3       |
| 10.   | Chiny                        | 0  | 0  | 2  | 2       |
| 11.   | Kirgistan                    | 0  | 0  | 1  | 1       |
| Razem | Razem                        | 15 | 15 | 30 | 60      |

## Mężczyźni
| Waga            | Złoto:                                                                                        | Srebro: | Brąz: | Brąz: |
| 60 kg           | Taiki Nakamura                                                                                | Yang Yung-wei | Doston Roʻziyev | Byambajavyn Tsogt-Ochir |
| 66 kg           | Erkhembayar Battogtokh                                                                        | Shinsei Hattori | Sardor Nurillayev | Zhanarys Rakhmetkali |
| 73 kg           | Tatsuki Ishihara                                                                              | Murodjon Yuldoshev | Kim Chol-gwang | Lee Eun-kyul |
| 81 kg           | Lee Joon-hwan                                                                                 | Nugzar Tatalaszwili | Yuhei Oino | Somon Makhmadbekov |
| 90 kg           | Sanshiro Murao                                                                                | Gantulgyn Altanbagana | Erlan Sherov | Han Ju-yeop |
| 100 kg          | Muzaffarbek Turoboyev                                                                         | Dzhafar Kostoev | Dzhakhongir Madzhidov | Batkhuyagiin Gonchigsüren |
| +100 kg         | Hyōga Ōta                                                                                     | Kim Min-jong | Magomedomar Magomedomarov | Temur Rachimow |
| Drużynowo mikst | Japonia · Akari Omori · Tatsuki Ishihara · Mayu Honda · Komei Kawabata · Mao Arai · Hyōga Ōta | Mongolia · Lkhagvatogoogiin Enkhriilen · Cend-Ocziryn Cogtbaatar · Nyam-Erdene Batsuuri · Gantulgyn Altanbagana · Amarsaikhany Adiyaasüren · Odkhüügiin Tsetsentsengel | Kazachstan · Bakyt Kussakbayeva · Daniyar Shamshayev · Ekaterina Tokareva · Abylaikhan Zhubanazar · Kamila Berlikash · Yerassyl Kazhibayev | Uzbekistan · Shukurjon Aminova · Murodjon Yuldoshev · Shokhista Nazarova · Sharofiddin Boltaboyev · Rinata Ilmatova · Alisher Yusupov |

## Kobiety
| Waga   | Złoto:                      | Srebro:                  | Brąz:              | Brąz:                       |
| 48 kg  | Bawuudordżijn Baasanchüü    | Lee Hye-kyeong           | Galiya Tynbayeva   | Kano Miyaki                 |
| 52 kg  | Bishreltiin Khorloodoi      | Kokoro Fujishiro         | Diyora Keldiyorova | Lchagwasürengijn Sosorbaram |
| 57 kg  | Lkhagvatogoogiin Enkhriilen | Huh Mi-mi                | Akari Omori        | Cai Qi                      |
| 63 kg  | Kirari Yamaguchi            | Boldyn Ganchajcz         | Esmigul Kuyulova   | Kim Ji-su                   |
| 70 kg  | Saki Niizoe                 | Mun Song-hui             | Shokhista Nazarova | Nyam-Erdene Batsuuri        |
| 78 kg  | Rika Takayama               | Yoon Hyun-ji             | Hsu Wang Shu-huei  | Khuslen Otgonbayar          |
| +78 kg | Lee Hyeon-ji                | Amarsaikhany Adiyaasüren | Mao Arai           | Liang Ye                    |